# Narowal
Narowal är huvudort för ett distrikt med samma namn i den pakistanska provinsen Punjab. Folkmängden uppgick till cirka 100 000 invånare vid folkräkningen 2017.